# Ruski Put
Ruski Put (ukr. Руська Путь) – przełęcz głównego grzbietu Karpat w Bieszczadach Wschodnich, leżąca na terytorium Ukrainy.
Jej wysokość wynosi 1218 m n.p.m. Oddziela ona Listkowanie (na zachodzie) od Wielkiego Wierchu (na wschodzie).
Przez przełęcz przebiega odcinek z Przełęczy Użockiej na Pikuj Zakarpackiego Szlaku Turystycznego. Brak tutaj dróg przejezdnych. Ścieżkami leśnymi można zejść na północ do Libuchory lub na południe do wsi Bukowiec.
18 października 1944 przekroczyła ją Armia Czerwona.
W dawnej nomenklaturze polskiej nazwą Ruski Put określano także pobliski Wielki Wierch.